# داک پرسکات
داک پرسکات (انگلیسی: Dak Prescott؛ زادهٔ ۲۹ ژوئیهٔ ۱۹۹۳) بازیکن فوتبال آمریکایی اهل ایالات متحده آمریکا است.
از باشگاه‌هایی که در آن بازی کرده‌است می‌توان به دالاس کاوبویز اشاره کرد.